# Quasianosteosaurus
Quasianosteosaurus es un género extinto de ictiosaurio basal que vivió a finales del Triásico Inferior (finales de la etapa del Olenekiense) en Spitzbergen en el archipiélago de Svalbard, Noruega. Fue nombrado originalmente por Michael W. Maisch y Andreas T. Matzke en 2003 y la especie tipo es Quasianosteosaurus vikinghoegdai. El nombre del género se deriva del latín quasi, "casi", y el griego anosteos, "sin hueso" y sauros, "lagarto", en referencia a la preservación del holotipo el cual es casi exclusivamente un molde natural del cráneo con muy poco material derivado del hueso original. El nombre de la especie se deriva de Vikinghøgda, "Monte Vikingo", en donde se halló al holotipo. Quasianosteosaurus es conocido a partir del holotipo MNHN Nr. SVT 331, un cráneo parcial preservado en tres dimensiones consistente del hocico y las regiones orbital y postorbital. El cráneo es de lejos el mayor conocido para un ictiosaurio del Triásico Inferior, con una longitud craneal estimada en 50 centímetros. Fue recolectado en la zona inferior del nivel de Grippia  de la Formación Sticky Keep (subetapa del Spathiano), en el Grupo Sassendalen del Monte Vikingo, Sassendalen. Un análisis filogenético llevado a cabo por Maisch & Matzke (2003) encontró que era un ictiosaurio basal, el taxón hermano de Hueneosauria.